# Історична драма
Історична драма — це жанр мистецтва, в якому відтворюються важливі для народу історичні події, або вони відбуваються в минулому періоді історії. Цей термін звично використовують у контексті кінематографу та телебачення найрізноманітніших їх жанрів, але найчастіше — у контексті історичної прози, романтичного та пригодницького кіно. У театральному мистецтві, історична драма — це п'єса, події якої відбуваються в минулій добі. Цей неформальний термін покриває всі країни, всі періоди та всі жанри. Він може бути загальним і стосуватись доби Середньовіччя, а може й стосуватись декади, наприклад, ревучих двадцятих.